# Ochthebius rectilobus
Ochthebius rectilobus är en skalbaggsart som beskrevs av Manfred A. Jäch 1989. Ochthebius rectilobus ingår i släktet Ochthebius och familjen vattenbrynsbaggar. Inga underarter finns listade i Catalogue of Life.